# Classix!
Classix! è una rivista specializzata in musica e dedicata ai nomi più conosciuti del rock tradizionale degli anni '60, '70 ed '80.

## Storia
Classix! nacque nel 2003 da un'idea di Francesco "fuzz" Pascoletti con l'intento di divulgare il rock più classico e tradizionale degli anni '60, 70 ed '80 presso le nuove generazioni che non avevano vissuto direttamente quei periodi. A supportare questa iniziativa vi furono i colleghi e collaboratori di lunga data Gianni Della Cioppa ed Andrea Valentini, che collaboravano già nella rivista Psycho!, sempre diretta da Pascoletti.
La rivista uscì per la prima volta nel 2003 come bimestrale per la Magic Press Edizioni e vedeva una grafica molto "patinata", presentandosi fin dalla copertina con l'evidente volontà di parlare in modo generalista delle band più affermate e popolari della storia del rock come The Doors, Queen, Black Sabbath e Led Zeppelin, anticipando così di 5 anni la diretta concorrente Classic Rock Lifestyle.